# هنري كوينتيروس
هنري كوينتيروس (بالإسبانية: Henry Edson Quinteros Sánchez)‏ هو لاعب كرة قدم بيروفي في مركز الوسط، ولد في 19 أكتوبر 1977 في ليما في بيرو. شارك مع منتخب بيرو لكرة القدم. أما مع النوادي، فقد لعب مع أليانزا ليما ولخ بوزنان ونادي سبورتينغ كريستال.

## وصلات خارجية
- هنري كوينتيروس على موقع قاعدة بيانات كرة القدم.إي يو (الإنجليزية)
- هنري كوينتيروس على موقع ناشيونال فوتبول تيمز (الإنجليزية)